# Javor (Žumberak)
Javor je naseljeno mjesto u Republici Hrvatskoj u Zagrebačkoj županiji. 

## Zemljopis
Administrativno je u sastavu općine Žumberak. Naselje se proteže na površini od 0,71 km².

## Stanovništvo
Prema popisu stanovništva iz 2001. godine u naselju Javor živi 20 stanovnika i to u 9 kućanstava. Gustoća naseljenosti iznosi 28,17 st./km².
| broj stanovnika | 106   | 113   | 106   | 115   | 94    | 93    | 103   | 94    | 92    | 98    | 84    | 76    | 46    | 40    | 20    | 10    | 7     |
|                 | 1857. | 1869. | 1880. | 1890. | 1900. | 1910. | 1921. | 1931. | 1948. | 1953. | 1961. | 1971. | 1981. | 1991. | 2001. | 2011. | 2021. |